# 蒂耶河畔阿尔克
蒂耶河畔阿尔克（法語：Arc-sur-Tille，法語發音：[aʁk syʁ tij]）是法国科多尔省的一个市镇，位于该省东部，属于第戎区。

## 地理
蒂耶河畔阿尔克（47°20'35"N, 5°11'30"E）面积22.71 平方千米，位于法国勃艮第-弗朗什-孔泰大區科多尔省，该省份为法国中东部省份，北起奥布省，西接涅夫勒省和约讷省，南至索恩-卢瓦尔省，东南接汝拉省，东临上索恩省，东北部与上马恩省接壤。
与蒂耶河畔阿尔克接壤的市镇（或旧市镇、城区）包括：阿尔索、蒂耶河畔勒米伊、蒂耶河畔布雷塞、贝勒讷沃、班日、库泰尔农、奥尔热。

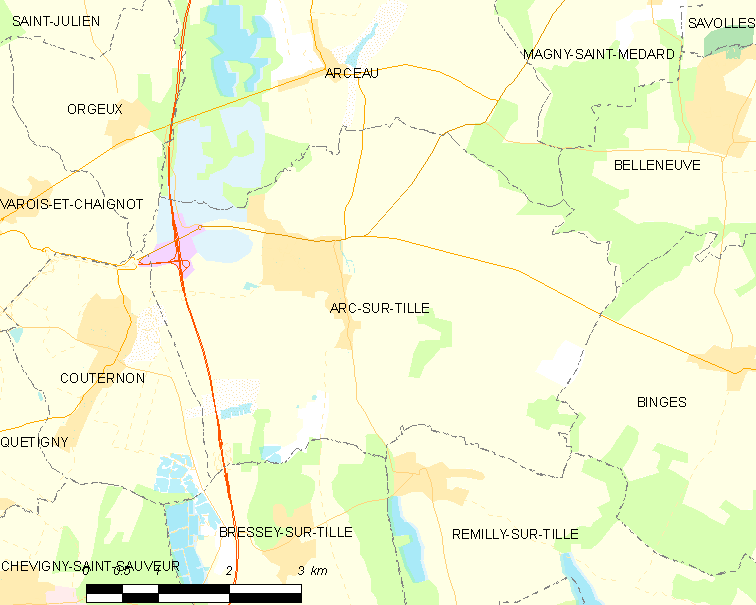
蒂耶河畔阿尔克的OSM定位图

蒂耶河畔阿尔克的时区为UTC+01:00、UTC+02:00（夏令时）。

## 行政
蒂耶河畔阿尔克的邮政编码为21560，INSEE市镇编码为21021。

## 政治
蒂耶河畔阿尔克所属的省级选区为圣阿波利奈尔县。

## 人口

1962-2008年间蒂耶河畔阿尔克人口变化图示

蒂耶河畔阿尔克于2022年1月1日时的人口数量为2590人。